# مسعود رجوی
مسعود رجوی (زادهٔ ۲۷ مرداد ۱۳۲۷)، از اعضای مرکزیت سازمان مجاهدین خلق در دهه آخر حکومت پهلوی و رهبر سازمان و مسئول شورای ملی مقاومت ایران است. وی دانش‌آموخته حقوق سیاسی از دانشگاه تهران است. در سال ۱۳۴۶ به عضویت سازمان مجاهدین خلق ایران درآمد و در شهریور ۱۳۵۰ توسط ساواک در تهران دستگیر شد و همزمان با اوج‌گیری انقلاب در ۳۰ دی ۱۳۵۷ به همراه آخرین گروه از زندانیان سیاسی از زندان آزاد شد.
از فردای انقلاب ۱۳۵۷، مجاهدین بر شعار آزادی ایستادگی کردند. مسعود رجوی به دلیل مخالفت با اصل ولایت فقیه مورد خشم سید روح‌الله خمینی قرار گرفت و برغم اینکه هوادارانش مورد حمله حامیان خمینی قرار می‌گرفتند اما او به فعالیت سیاسی مسالمت‌آمیز ملتزم بوده و طی سخنرانی‌های مختلف روی آزادی‌های اجتماعی و سیاسی تأکید داشت و سازمان مجاهدین با هدایت وی در نهایت مدارا و خویشتن‌داری و به بهای بیش از ۷۰ کشته و هزاران زندانی آخرین قطره فضای سیاسی را تا ۳۰ خرداد ۱۳۶۰ که خمینی حکومت را یک‌پایه کرد امتداد دادند. پس از کشتار تظاهرات مسالمت‌آمیز مجاهدین در ۳۰ خرداد ۱۳۶۰ و اعدام‌های پس از آن توسط حکومت خمینی، پایان دوران فعالیت‌های سیاسی و شروع مبارزه مسلحانه رقم خورد.
مسعود رجوی در ۳۰ تیر ۱۳۶۰ در تهران تأسیس شورای ملی مقاومت ایران (NCRI) را اعلام کرد و سپس به همراه ابوالحسن بنی‌صدر در ۷ مرداد ۱۳۶۰ با پروازی از پایگاه یکم شکاری تهران به پاریس رفت و در اتحاد با او و شماری دیگر از نیروهای مخالف حکومت ایران تشکیل «شورای ملی مقاومت» را به عنوان آلترناتیو دموکراتیک حکومت ایران اعلام کرد.
در ۱۷ خرداد ۱۳۶۵ مسعود رجوی به عراق رفت و در سال ۱۳۶۶ «ارتش آزادی‌بخش ملی ایران» را علیه نیروهای جمهوری اسلامی ایران تشکیل داد. مسعود رجوی در تمامی این سال‌ها نقش هدایت را در چالش‌هایی که این مقاومت با آن مواجه بوده، برعهده داشته است.
از زمان اشغال خاک عراق توسط نیروهای آمریکایی در سال ۱۳۸۱ اطلاعی از وضعیت مسعود رجوی در دسترس نیست. ولی پیام‌های صوتی وی منتشر می‌شود.

## سازمان مجاهدین خلق ایران
مسعود رجوی تحصیلات ابتدایی را در دبستان فارابی به پایان رساند و از دبیرستان شاهرضا در مشهد دیپلم ریاضی گرفت. وی در سال تحصیلی ۴۶– ۱۳۴۵ در رشتهٔ حقوق سیاسی دانشکده حقوق دانشگاه تهران پذیرفته شد و در خرداد ۱۳۵۰ موفق به اخذ لیسانس گردید.
رجوی از اوایل سال ۱۳۴۶ و در سن ۱۹ سالگی به عضویت سازمان مجاهدین خلق درآمد. مدتی بعد محمد حنیف‌نژاد وی را به عضویت در گروه تدوین ایدئولوژی درآورد. مسعود در مرداد ۱۳۴۹ به همراه چند تن دیگر از اعضای مجاهدین برای مذاکره با سازمان فَتْح رهسپار اردن شد. مسعود رجوی پس از بازگشت از اردن در سال ۱۳۴۹ به کادر مرکزی سازمان راه یافت و در شهریور ۱۳۵۰ توسط ساواک دستگیر شد.

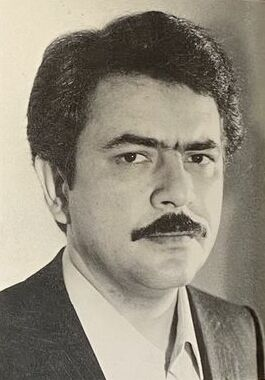

## دستگیری و زندان
مسعود رجوی به همراه ۷ عضو دیگر مرکزیت مجاهدین و ده‌ها نفر از کادرهای آن در حمله شهریور ۱۳۵۰ ساواک به خانه‌های جمعی‌شان دستگیر شد و در زندان اوین تحت بازجویی و شکنجه قرارگرفت. وی و تعدادی دیگر از اعضای کادر مرکزی گروه در دادگاه‌های عادی و تجدیدنظر نظامی که حکومت شاه در بهمن ۱۳۵۰ برپا کرده بود، محاکمه و به اعدام محکوم شدند. سخنان و دفاعیات سیاسی-ایدئولوژیک مسعود و دیگر مجاهدین در این دادگاه‌ها مستمر مورد اعتراض رئیس دادگاه قرار می‌گرفت. مسعود رجوی در دفاعیات خود گفت: «ما به جرم خود افتخار می‌کنیم و دست آخر این مردم و تاریخ ایران هستند که قضاوت خواهند کرد.»
همزمان با دستگیری مسعود و تهدید اعدام وی، برادرش کاظم رجوی استاد دانشگاه‌های سوئیس که بعد از انقلاب اولین سفیر ایران در مقر سازمان ملل متحد در ژنو بود، دست به فعالیت گسترده‌ای برای نجات جان وی زد. او چند روز پس از شنیدن خبر صدور حکم مسعود؛ در ۳۰ بهمن ۱۳۵۰، هنگامی‌که کورت والدهایم دبیرکل وقت ملل متحد به سوئیس رفته بود، به دیدن وی رفت و از او خواست که برای لغو حکم اعدام مجاهدین اقدام نماید. علاوه بر فعالیت گسترده بین‌المللی سازمان‌های طرفدار حقوق بشر در خارج از کشور، دو وکیل سوئیسی نیز برای دفاع از اعضای مجاهدین به ایران رفتند. به گونه‌ای که به‌دنبال ارسال انبوه خبرها و تلگراف‌ها، روزنامه سوئیسی لیبرته از سیل تلگراف‌هائی که در این مدت کوتاه به‌سوی تهران روانه شده بود، اظهار تعجب نمود. سرانجام با وساطت شخصیت‌های برجسته سیاسی همچون کورت والدهایم دبیرکل وقت ملل متحد، پیر گرابه رئیس کنفدراسیون سوئیس و فرانسوا میتران رهبر حزب سوسیالیست فرانسه، شاه ناگزیر به عقب‌نشینی شد و در حالی‌که از ساواک می‌پرسید: «این فرد (مسعود رجوی) کیست؟!» حکم اعدام او را به حبس ابد با اعمال شاقه تبدیل کرد. به گفته احمد میرفندرسکی، سفیر وقت ایران در شوروی پادگورنی در پیامی به محمدرضا شاه از وی خواست تا در مجازات رجوی تخفیف قائل شود و از اعدام وی صرفنظر نماید. در سال ۱۳۵۴ وی در درون زندان به مقابله با جریان انحرافی اپورتونیستی پرداخت و با برنامه‌های آموزش ایدئولوژیکی مجاهدین در داخل زندان توانست پیامدهای ضربه را مهار و سازمان مجاهدین را با ایدئولوژی اسلام انقلابی و اهداف بنیان‌گذاری شده، بازسازی کند. در زندان، مسعود رجوی به‌رغم مصدومیت‌های ناشی از شکنجه، در تقویت روحیه پایداری زندانیان و در مواجهه با مأموران و فشارهای زندان، نقش مؤثری ایفا می‌کرد و به همین دلیل توسط زندانبانان مورد شکنجه و آزار قرار می‌گرفت.

### آزادی از زندان
مسعود رجوی در ۳۰ دی ۱۳۵۷ به همراه آخرین گروه از زندانیان سیاسی از زندان آزاد شد. آیت‌الله محمود طالقانی که تجربه همان دوران زندان را داشت، طی دیدار با رهبران مجاهدین در اولین روز آزادی شان گفت: «... در مقابل شکنجه‌چی‌ها و بازجویانی که خودتان می‌شناسید وقتی اسم مجاهدین برده می‌شد اعصاب اینها به‌هم می‌ریخت و کنترل شان را از دست می‌دادند. این دلیل بر قدرت عقیده و ایمان به‌حق است؛ از اسم مسعود رجوی وحشت داشتند، از اسم موسی خیابانی وحشت داشتند…».

## پس از انقلاب ۱۳۵۷
مسعود رجوی در اولین سخنرانی خود پس از آزادی از زندان در ۴ بهمن ۱۳۵۷ در دانشگاه تهران در قبال شعار «انقلاب اسلامی» نزدیکان سید روح‌الله خمینی، از جانب مجاهدین بر شعار «پیروز باد انقلاب دموکراتیک ایران» تأکید کرد و «انقلاب دموکراتیک» را «انقلابی با شرکت مردم یعنی با شرکت و حاکمیت تمام طبقات و قشرها خلق که یک نظام مردمی شورایی را تداعی می‌کند» تعریف نمود. وی گفت «مگر می‌شود بهار را از آمدن بازداشت و مانع روئیدن لاله‌ها شد، و مگر می‌شود ملتی را تا به ابد اسیر نگه داشت؟ مگر می‌شود خلقی را تا به ابد در زنجیر نگه داشت؟ نه … نه …»

از راست: موسی خیابانی، مسعود رجوی و محمود طالقانی

رجوی در دومین سخنرانی‌اش در ۴ اسفند ۱۳۵۷ در دانشگاه تهران اولین موضع‌گیری سازمان مجاهدین را با تأکید بر آزادی به عنوان هدف اصلی انقلاب، اعلام نمود. وی اظهار داشت: «هیچ‌گونه تضییق نظامی و سیاسی برای انقلابیون اصیل و جان برکف که از قدیم می‌جنگیده‌اند نباید به‌وجود آید. محاکمات در دادگاه‌های علنی مردمی برگزار شود و نمایندگان قشرهای مختلف مردم و عموم قشرها و طبقات و نیروهای مبارز و انقلابی در هر موردی شاهد و قاضی محاکمات باشند. انتصاب‌های مختلف نظامی و سیاسی و اداری به‌خصوص در حد کادرهای طراح و رهبری‌کننده با نظر شوراهای مردمی صورت گیرد.» مسعود رجوی در سخنرانی ۱۴ اسفند ۱۳۵۷ بر مزار محمد مصدق در احمدآباد گفت: «این جمهوری به‌خصوص باید در نهایت عدل بلکه بیشتر و در نهایت قسط، تمام آزادی‌های سیاسی و اجتماعی را در مورد طبقات و نیروهای مختلف افاده کند. همچنین تأکید بر نقش اجتماعی مستضعفین و طبقات محروم جامعه را در صدر برنامه خویش قرار بدهد». در گردهمایی ۱۰ بهمن ۱۳۵۸ در زمین چمن دانشگاه تهران که در اعتراض به کشته شدن عباس عمانی به‌دست چماقداران برگزار شد مسعود رجوی گفت: «یا للمسلمین! پس کجایید؟ چرا صدایتان در نمی‌آید؟... مگر نمی‌بینید که چطور طرفداران ما را در نظام جمهوری اسلامی سر می‌برند؟... وای به روزی که تصمیم بگیریم مشت را با مشت و گلوله را با گلوله پاسخ بدهیم.»
وی در سخنرانی ۲ اسفند ۱۳۵۸ در دانشگاه تهران گفت: «ما زندگی و فعالیت در یک نظام قانونی را پذیرفته‌ایم اگر بگذارند. آن قدر پذیرفته‌ایم که تا به حال از حق قانونی، شرعی و اخلاقی دفاع از خودمان هم استفاده نکرده‌ایم… این نمی‌شود که ما تا ابد هی تقاضا و استدعای آرامش بکنیم…»
به‌دنبال کشته و دستگیر شدن تعداد قابل توجهی از اعضا و هواداران مجاهدین و حملات به مراکز آن‌ها در شهرهای مختلف، در ۲۲ خرداد سال ۱۳۵۹ رجوی طی یک سخنرانی تحت عنوان چه باید کرد؟ که در استادیوم امجدیه برگزار گردید دست به افشاگری علنی در مورد نقش مقامات جمهوری اسلامی در چماقداری‌ها و سرکوب آزادی‌ها نمود. در این میتینگ بیش از ۱۵۰ هزار نفر از مردم تهران شرکت کردند. مسعود رجوی، روح‌الله خمینی و نظام او را به چالش کشید و به گسترش اختناق اعتراض کرد. این میتینگ مورد هجوم چماقداران و شلیک پاسداران قرار گرفت. تعداد بسیاری از هواداران سازمان مجاهدین مجروح شدند و یکی از هواداران مجاهدین بنام مصطفی ذاکری به قتل رسید. روزنامه لوموند ۱۴ژوئن۱۹۸۰ (۲۴ خرداد ۱۳۵۹) در این باره نوشت: واکنش افرادی که برای شرکت در گردهمایی آمده بودند تعجب‌آور و شگفت‌انگیز بود… در حالی که زد و خوردها ادامه داشت و شلیک گوش‌خراش تفنگ‌ها افزایش می‌یافت زنان، مردان و نوجوانان پشت سر هم تزلزل‌ناپذیر در آرامش، و با نظم بسیار در صف، جلو می‌رفتند. طی دو ساعت حدود ۱۵۰هزار نفر در ردیف‌های استادیوم و روی زمین ورزش جمع می‌شوند تا به سخنرانی آقای مسعود رجوی گوش فرا دهند. «چه باید کرد؟» رجوی می‌گوید: «آزادی را به‌کسی تقدیم نمی‌کنند، آن را به‌دست می‌آورند این نعمت خداست. آزادی مانند اکسیژن برای نسل بشر ضروری است.»
بعد از انقلاب، رجوی در رأس سازمان مجاهدین فعالیت‌های سیاسی این سازمان را در سراسر کشور گسترش داد. 

### کلاس‌های تبیین جهان
در سال ۱۳۵۸ کلاس‌های آموزش ایدئولوژی در دانشگاه صنعتی شریف تحت عنوان «تبیین جهان» توسط مسعود رجوی برگزار شد. این کلاس‌ها از نیمه ۱۳۵۸ شروع شده و تا بهمن همان سال ادامه داشت. در این کلاس‌ها که به آموزش فلسفه و ایدئولوژی مجاهدین پرداخته و طی آن دیدگاه سازمان نسبت به هستی، انسان و تاریخ تشریح می‌شد، بیش از ۱۰ هزار نفر شرکت می‌کردند. سپس فیلم‌ها و فایل صوتی آن و همچنین متون هر جلسه در سراسر کشور توزیع می‌شد. آموزش‌های تبیین جهان متعاقباً به‌صورت ۱۶ جلد کتاب مدون و منتشر گردید. در تقابل با کلاس‌های تبیین جهان، هم‌زمان سیمای جمهوری اسلامی اقدام به پخش برنامه‌ای تحت عنوان تفسیر سوره حمد توسط سید روح‌الله خمینی در تلویزیون نمود. این برنامه در زمانی پخش می‌شد که با توجه به همسویی برخی گروه‌های چپ‌گرا با نظام حاکم تلویزیون ایران صحنه مناظره‌های متعددی میان روحانیونی نظیر محمد بهشتی با چهره‌های مطرح چپ نظیر نورالدین کیانوری، فرخ نگهدار و احسان طبری بود.
در این ایام روزنامه فرانسوی لوموند در رابطه با محبوبیت مجاهدین و مسعود رجوی نوشت: «رجوی با سخنوری آموزنده‌اش هواداران بسیار دارد. جلسات سیاسی که وی در تهران و شهرستان‌ها برگزار می‌کند، جمعیت ۱۰۰ هزار نفری، ۲۰۰ هزار نفری و بسیاری مواقع ۳۰۰ هزار نفری را جلب می‌کند.»

### عدم تأیید قانون اساسی
مسعود رجوی در راس سازمان مجاهدین خلق از شرکت در همه‌پرسی قانون اساسی جمهوری اسلامی ایران در آذر ۱۳۵۸ که توسط مجلس خبرگان سازماندهی شده بود، امتناع ورزید، با این استدلال که قانون اساسی جدید از بسیاری جهات شکست خورده است. هیچ گامی در برقراری شوراهای مردمی برنداشته، منابع را ملی و تضمینی برای برقراری مساوات همه ملیت‌ها ندارد.

### نامزدی در انتخابات
مسعود رجوی در انتخابات مجلس خبرگان قانون اساسی از استان تهران کاندیدا شد. وی در این انتخابات با ۲۹۷٬۷۰۷ رأی در رتبه دوازدهم قرار گرفت و نتوانست وارد این مجلس شود (از استان تهران ده نفر وارد مجلس شدند). رجوی در این انتخابات علاوه بر مجاهدین خلق مورد حمایت ساش، جاما، جنبش مسلمانان مبارز، جنبش (علی اصغر حاج‌سیدجوادی) و حزب توده نیز بود. مجاهدین با قانون اساسی تصویب شده در مجلس خبرگان مخالف بودند و خواستار تحریم رفراندوم قانون اساسی در ۱۲ آذر ۱۳۵۸ شده بودند.
مسعود رجوی به عنوان کاندیدای اولین دوره انتخابات ریاست‌جمهوری ایران (۱۳۵۸) نام‌نویسی کرد. وی در مصاحبه مطبوعاتی گفت: «ما با حفظ نقطه نظرهای آرمانی و سیاسی خود در کادر قانون اساسی مصوب اعلام آمادگی کرده‌ایم.» رجوی سپس سرتیتر برنامه‌های انتخاباتی اش را در ۱۲ ماده عنوان کرد و به تشریح آن‌ها پرداخت.
در پی اعلام سید روح‌الله خمینی در مورد کاندیدا نشدن افرادی که به قانون اساسی رأی نداده‌اند، انصراف خود را اعلام کرد. وی در پیام انصراف از نامزدی خود در ۲۹ دی ۱۳۵۸ نوشت: «بایستی خاضعانه به شما بگویم که اگر این مبارزه انتخاباتی بازنده ای داشته باشد، آن بازنده من نیستم.» رجوی طی پیامی خطاب به مردم ایران نوشت: «اکنون بیش از هر چیز به سرنوشت انقلابی می‌اندیشیم که یکی از بزرگ‌ترین مسئولیت‌های خطیر و تاریخی خود را بر دوش من و سایر خواهران و برادرانم گذاشته است.»
مسعود رجوی در انتخابات مجلس شورای ملی (۱۳۵۸) نیز از شهر تهران کاندیدا شد. در این انتخابات مجاهدین خلق با چند گروه چپ‌گرای کوچک ائتلاف کرده بود. جنبش مسلمانان مبارز هم که فهرست جداگانه‌ای منتشر کرده بود، رجوی را در فهرست خود قرار داده بود. رجوی در این انتخابات با ۵۳۰ هزار رأی (حدود ۲۶ درصد) به دور دومٰ راه یافت، اما در دور دوم موفق به ورود به مجلس نشد.

#### تاریخچه انتخاباتی
| سال       | انتخابات                | رأی     | ٪     | رتبه | نتیجه              | منبع   |
| --------- | ----------------------- | ------- | ----- | ---- | ------------------ | ------ |
| ۱۳۵۸      | مجلس خبرگان قانون اساسی | ۲۹۷٬۷۰۷ | ۱۱٫۷۸ | ۱۲اُم | شکست               | [ ۶۵ ] |
| ۱۳۵۸      | ریاست‌جمهوری             | –       | –     | –    | انصراف             | [ ۷۰ ] |
| ۱۳۵۹–۱۳۵۸ | مجلس شورای اسلامی       | ۵۳۱٬۹۴۳ | ۲۴٫۹  | ۳۸اُم | راهیابی به دور دوم | [ ۶۵ ] |
| ۱۳۵۹–۱۳۵۸ | مجلس شورای اسلامی       | ۳۷۵٬۷۶۲ | ۲۳    | ۲۱اُم | شکست               | [ ۷۱ ] |

## ۳۰ خرداد ۱۳۶۰
در فاز سیاسی در اثر حملات پی‌در پی عوامل حزب جمهوری اسلامی به مراکز و انجمن‌های هوادار سازمان، مرکز امداد و مراسم مجاهدین، ده‌ها نفر از هواداران مجاهدین کشته شدند.[۱۳۳] علیرغم این حملات، مجاهدین با صبر و بردباری برخورد کردند و مسعود رجوی گفت ما زندگی و فعالیت در یک نظام قانونی را پذیرفته‌ایم. در ۲۲ خرداد ۱۳۵۹ میتینگ بزرگ مجاهدین در ورزشگاه امجدیه با گلوله و گاز اشک‌آور مورد حمله قرار گرفت و یکی از هواداران مجاهدین بنام مصطفی ذاکری با شلیک پاسداران کشته شد. در ۴ تیرماه ۱۳۵۹ خمینی آشکارا علیه مجاهدین، موضع گرفت. مجاهدین با هوشیاری سیاسی نه فقط نشریه مجاهد، بلکه ستادها و فعالیت‌های خودشان را تعطیل کردند تا نشان بدهند که این آن‌ها نیستند که شعله‌های جنگ را برمی‌افروزند. سازمان مجاهدین طی دو سال و نیم فعالیت سیاسی، در نهایت مدارا و خویشتن‌داری و به بهای بیش از ۷۰ کشته و هزاران زندانی آخرین قطره فضای سیاسی را تا ۳۰ خرداد ۱۳۶۰ که خمینی حکومت را یک‌پایه کرد امتداد دادند.
در ۳۰ خرداد ۱۳۶۰ مجاهدین برای اعتراض به تشدید فضای سرکوب نیروهای ملی و ترقی‌خواه، اعلام تظاهرات مسالمت‌آمیز سراسری کردند که این تظاهرات توسط حکومت خمینی به رگبار بسته شد. هزاران نفر دستگیر، زخمی یا اعدام شدند و بدین ترتیب پایان دوران فعالیت‌های سیاسی و شروع مبارزه مسلحانه رقم خورد.
مسعود رجوی در این باره گفت: «تا آنجا که به ما مربوط بود بعد از انقلاب ضدسلطنتی مردم ایران، هرگز خواهان قهر، درگیری و مقابله خونین و مسلحانه نبودیم و از آن استقبال نمی‌کردیم. اما وقتی که خمینی، روزنامه‌ها را بست، احزاب را تعطیل کرد و سرکوب را در گسترده‌ترین نوعش، تحت‌عنوان حزب‌اللهی یا نهادهای به‌اصطلاح انقلاب برقرار کرد، مدتی مستمراً اتمام‌حجت می‌کردیم. از مجلس ملی خبری نبود، احزاب سرکوب شده، روزنامه‌ها دهان‌دوخته، چماق تکفیر و انواع و اقسام چماق‌ها نیز تحت نام مذهب، بر سر مردم‌مان می‌بارید. ۲سال و چندماه بعد از حاکمیت ارتجاع، یعنی در ۳۰ خرداد ۱۳۶۰ در حالی‌که همه راه‌های مسالمت را درنوردیده بودیم، این خمینی بود که ما را در معرض یک انتخاب بزرگ و تاریخی قرار داد. این‌جا بود که ما باید انتخاب می‌کردیم. یا ننگ تسلیم را می‌پذیرفتیم یا شرف مقاومت را؛ و خوشبختانه که شرفمان را حفظ کردیم.»

## تأسیس شورای ملی مقاومت ایران
شورای ملی مقاومت ایران که یک ائتلاف سیاسی از سازمان‌ها، گروه‌ها و شخصیت‌های ایرانی است، در ۳۰ تیر ۱۳۶۰ در تهران توسط مسعود رجوی به منظور سرنگونی حکومت و استقرار یک نظام سیاسی دموکراتیک و مستقل تأسیس شد.

## خروج از ایران
در تیرماه سال ۱۳۶۰ پس از آنکه خمینی در پی رای عدم کفایت مجلس اول شورای اسلامی، فرمان عزل بنی‌صدر را امضا کرد و بنی صدر در معرض دستگیری و اعدام قرار گرفت، مجاهدین به فرمان مسعود رجوی حفاظت او را به عهده گرفته و به پایگاه‌های خود منتقل کردند. در هفتم مرداد ۱۳۶۰ مسعود رجوی به همراه ابوالحسن بنی صدر با یک پرواز از تهران به پاریس رفت. این پرواز از پایگاه یکم شکاری تهران به هدایت سرهنگ خلبان بهزاد معزّی صورت گرفت. وی عضو شورای ملی مقاومت ایران بود. که در سال ۱۳۹۹ در پاریس درگذشت.
با شروع فاز مسلحانه و زندگی مخفی، اعضای سازمان در خانه‌های تیمی خود متمرکز شدند. در این فاز رویارویی مجاهدین با عوامل حکومت ایران به یک جنگ مسلحانه تبدیل گردید. اشرف ربیعی همسر مسعود رجوی و قائم‌مقام او موسی خیابانی مدتی بعد طی افشای پی در پی خانه‌های تیمی سازمان، در ۱۹ بهمن ۱۳۶۰ در درگیری مسلحانه کشته شدند و طی ماه‌ها و سالهای بعد تعداد زیادی از اعضای دیگر این سازمان نیز در درگیری با پاسداران کشته یا پس از دستگیری اعدام شدند. از طرف دیگر تعدادی از اعضای درجه اول جمهوری اسلامی نظیر بهشتی، محمدعلی رجایی رئیس‌جمهور، محمدجواد باهنر نخست‌وزیر، ائمه جمعه شهرهای اصلی ایران، شامل افرادی از سپاه پاسداران انقلاب اسلامی توسط مجاهدین ترور شدند.
مسعود رجوی در پاریس رهبری شورای ملی مقاومت و پیشبرد اهداف آلترناتیو را به عهده داشت. بخشی از وقت روزانه او اختصاص به مصاحبه با خبرنگاران رسانه‌ها اختصاص داشت که طی آن ضمن بیان دیدگاه‌های مقاومت، به افشاگری علیه جمهوری اسلامی ایران می‌پرداخت.
در سال ۱۳۶۴ دولت فرانسه به درخواست جمهوری اسلامی در ازای آزادی گروگان‌های فرانسوی در لبنان حکم به اخراج رجوی از فرانسه و منع فعالیت سازمان مجاهدین در خاک فرانسه داد. رجوی پیش از این با نمایندهٔ دولت عراق بیانیهٔ صلح امضاء کرده بود. البته بعداً مشخص شد که دولت ایران درخواست استرداد او را کرده بود که از طرف فرانسه مورد قبول واقع نشد.
در سال ۱۳۶۵ دولت فرانسه در اثر یک معامله برای آزادسازی گروگان‌های فرانسوی در لبنان، به مسعود رجوی برای خروج از خاک فرانسه فشار آورد و در نهایت مسعود رجوی از فرانسه به عراق رفت. مسعود در پیام تودیع خود گفت «اگر بپرسید برای چه می‌روی، در یک‌کلام می‌گویم که برفروزم آتش‌ها بر کوهستان‌ها»

## ورود به عراق
مسعود رجوی به همراه تعداد کثیری از اعضای مجاهدین مقیم فرانسه در ۱۷ خرداد ۱۳۶۵ به عراق رفت. این مهاجرت سرفصلی مهم در تاریخچهٔ مجاهدین و نبرد آن‌ها با جمهوری اسلامی بود. مسعود رجوی به هنگام ورود به عراق مورد استقبال رسمی معاون رئیس‌جمهور وقت عراق قرار گرفت. رجوی هنگام ورود به عراق ابتدا به زیارت عتبات در کربلا و نجف رفت و یک قالی نفیس ایرانی اهدا نمود. در محل گودال قتلگاه در کربلا، لیستی از کشته شدگان مجاهد خلق را تقدیم کرد. مسعود رجوی سپس طی ملاقاتی مورد استقبال رئیس‌جمهور سابق عراق صدام حسین قرار گرفت.
محمد محمدی ری‌شهری وزیر وقت اطلاعات ایران، در بارهٔ مهاجرت مسعود رجوی به عراق در خاطرات خود می‌گوید که با روی کار آمدن دولت گلیست‌ها در فرانسه میل دولت آن کشور به بهبود روابط با ایران افزایش یافته و هیئت‌هایی از طرفین از دو کشور دیدار کردند. شرط دولت ایران برای بهبود روابط با فرانسه اخراج مجاهدین بوده است. دولت فرانسه نهایتاً ضرب الاجلی برای خروج رجوی تعیین می‌کند. هم‌زمان دولت ایران در تلاش بود با استفاده از پلیس بین‌الملل وی را بازداشت و به ایران منتقل کند. وی می‌نویسد که مجاهدین ابتدا قصد مهاجرت به سوئیس و استفاده از بی‌طرفی و وجود کانتون‌های مختلف در آن کشور را داشته‌اند اما پس از آنکه از قصد دولت ایران برای همکاری با اینترپل مطلع شدند راه عراق را در پیش گرفتند. به گفتهٔ ری شهری مجاهدین موفق به جذب ۲۵۰۰ نفر از میان اسرای ایرانی در اردوگاه‌های عراق شده و همچنین طی عملیات‌های آفتاب و چلچراغ به ترتیب ۲۱۶ و ۱۵۰۰ نفر از سربازان ایرانی را اسیر کردند.

## تأسیس ارتش آزادیبخش ملی ایران
رجوی در ۳۰ خرداد ۱۳۶۶ در عراق ارتشی بنام «ارتش آزادی‌بخش ملی» را متشکل از اعضای سازمان مجاهدین و کلیهٔ افرادی که خواهان مبارزه با دولت جمهوری اسلامی بودند، علیه حکومت ایران پایه‌ریزی کرد.

### فرماندهی عملیات نظامی مستقیم علیه حکومت ایران
عملیات آفتاب: این عملیات در ۸ فروردین ۱۳۶۷ آغاز شد. این عملیات با شرکت ۱۵ تیپ رزمی ارتش آزادیبخش ملی ایران در منطقه شوش و مرز فکه در جبهه‌ای بطول ۳۰ کیلومتر انجام شد و به شکست کامل لشکر ۷۷ خراسان و تصرف ۶۰۰ کیلومتر مربع از خاک ایران انجامید.
عملیات چلچراغ: در ۲۸ خرداد ۱۳۶۷، عملیات چلچراغ انجام شد. هدف از این عملیات تصرف شهر مهران بود که محقّق شد. این تهاجم در چهار محور به‌طول ۵۰ کیلومتر و عمق ۲۰ کیلومتر صورت گرفت و منجر به فتح مهران شد. عملیات مهران، نخستین حمله بزرگ ارتش آزادیبخش علیه نیروهای حکومت جمهوری اسلامی، بعد از انتصاب رفسنجانی به عنوان جانشین فرمانده کل قوا، بود. مسعود رجوی طی بیانیه‌ای گفت که «این نبرد نخستین درس اساسی ما به رژیم درمانده خمینی است که بداند از انتصاب رفسنجانی هیچ سودی نخواهد برد.»
عملیات فروغ جاویدان: شش روز پس از قبول قطعنامهٔ آتش‌بس توسط حکومت ایران ارتش آزادیبخش ملی ایران در تاریخ ۳ مرداد ۱۳۶۷ عملیات فروغ جاویدان را در منطقه کرمانشاه با هدف سرنگونی جمهوری اسلامی و فتح تهران آغاز کرد. در نشست توجیهی عملیات مسعود رجوی گفت: «این همان لحظه نادر، لحظه کیمیایی و سرنوشت‌سازی است که اگر آن را در نیابیم امروز، فردا دیر خواهد شد، پس بهتر این است که به‌دعوت خدا و خلق لبیک بگوییم و با استعانت از همان نام‌های بزرگ و مقدسی که گفتم به‌زودی زود به پیش خواهیم تاخت.»
مجاهدین توانستند تا عمق ۱۵۰ کیلومتری مرز در داخل ایران پیشروی کرده، شهرهای کرند و اسلام‌آباد غرب را به تصرف خود درآورند. اما به هدف اعلام شده عملیات که تصرف تهران بود نرسیدند. سخنگوی مطبوعاتی مجاهدین در لندن به رویتر گفت که این عملیات هیچ ربطی به گفتگوهای صلح ندارد. وی افزود «جنگ ما برای سرنگون‌کردن رژیم خمینی است».

### بازدید از رژه در قرارگاه اشرف

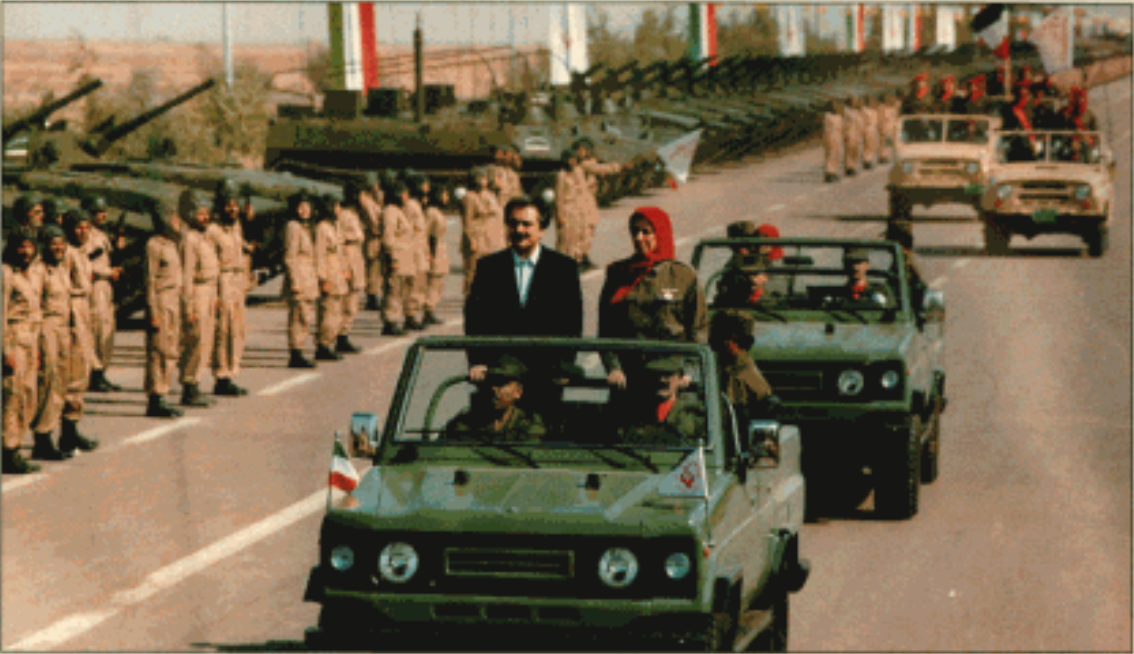
بازدید مسعود و مریم رجوی از رژه ارتش آزادیبخش ملی ایران - پاییز ۱۳۷۰

در ۲۶ مهر ۱۳۷۰ سازمان مجاهدین خلق در قرارگاه اشرف ۱ با برگزاری یک رژه نظامی، در برابر انظار خبرنگاران بین‌المللی از یک ارتش کاملاً مجهز زرهی و مکانیزه رونمایی کرده و یگان‌های مختلف به مدت ۵ ساعت رژه رفتند. مسعود و مریم رجوی از این رژه بازدید کردند و در طول رژه در جایگاه حضور داشتند. این رژه انعکاس گسترده‌ای در رسانه‌های بین‌المللی داشت. رویتر نوشت: «در مقایسه با گروه‌های مقاومت در سراسر جهان، این یک نمایش خیره کننده از قدرت بود» و گاما پرس آن‌را یک «نمایش خارق‌العاده قدرت نظامی» خواند.

## خانواده
مسعود رجوی در خانواده‌ای متوسط در شهر طبس متولد شد. پدرش حسین رجوی تحصیل کرده، کارمند اداره ثبت اسناد و مادرش راضیه جلالیان خانه‌دار بود. خواهرش منیره رجوی در سال ۱۳۶۱ به همراه دو فرزند کوچک بخاطر این‌که خواهر مسعود بود، توسط پاسداران دستگیر شد و سرانجام پس از ۶ سال تحمل حبس در جریان اعدام دسته‌جمعی زندانیان سیاسی در تابستان ۱۳۶۷ توسط جمهوری اسلامی ایران اعدام شد. پیش از منیره، همسرش اصغر ناظم نیز در ۲۰ اسفند ۱۳۶۳ اعدام شده بود. کاظم رجوی برادر مسعود، نماینده شورای ملی مقاومت ایران در سوئیس و نماینده مقاومت در شورای حقوق بشر ملل متحد، در ۴ اردیبهشت ۱۳۶۹ توسط مأموران اعزامی جمهوری اسلامی ایران در نزدیکی ژنو ترور شد. در سال ۱۳۶۰ پدر و مادر سالخورده او نیز مورد اذیت و آزار مأموران جمهوری اسلامی قرار گرفتند و مدتی نیز زندانی شدند. مسعود رجوی پس از انقلاب ۵۷ در تیر ۱۳۵۸ با اشرف ربیعی ازدواج کرد. اشرف ربیعی در جریان حمله به خانه تیمی مرکزی سازمان مجاهدین توسط نیروهای سپاه پاسداران در ۱۹ بهمن ۱۳۶۰ به همراه بیش از ۲۰ تن از اعضای سازمان مجاهدین خلق کشته شد. رجوی در مهر ۱۳۶۱ با فیروزه بنی صدر دختر ابوالحسن بنی صدر ازدواج کرد.این ازدواج اقدامی در جهت ایجاد روابط سیاسی میان این دو شخصیت کشور بود که در بهمن ۱۳۶۳ به دلیل خروج بنی صدر از شورای ملی مقاومت ایران به طلاق انجامید. مسعود رجوی در سال ۱۳۶۴ با مریم قجر عضدانلو (مریم رجوی) ازدواج کرد. هم‌زمان در همین سال رجوی «انقلاب ایدئولوژیک» در سازمان مجاهدین خلق ایران را اعلام کرد و مریم را به عنوان رهبر مشترک سازمان مجاهدین انتخاب نمود. در ۲۹ خرداد ۱۳۶۴ هم‌زمان با سالگرد ۳۰ خرداد ۱۳۶۰، مراسم رسمی ازدواج در دفتر شورای ملی مقاومت در «اور سور آواز» فرانسه برگزار شد. حاصل ازدواج مسعود رجوی با اشرف ربیعی، پسری به نام مصطفی بود.

## تلاش برای ترور مسعود رجوی
بر پایه گزارش‌های منتشر شده، سازمان مجاهدین خلق ایران در دهه ۲۰۰۰ و پس از آن نیز هدف اصلی دستگاه وزارت اطلاعات حکومت ایران باقی مانده است. جمهوری اسلامی ایران طی سالیان طرح‌های ترور متعددی را علیه اعضای مجاهدین خلق و مسعود و مریم رجوی انجام داد. در ۴ اردیبهشت ۱۳۶۹ کاظم رجوی (عضو شورای ملی مقاومت ایران) در ژنو ترور شد.
در ۲۳ شهریور ۱۳۷۰ تلاشی برای ترور مسعود رجوی در بغداد انجام شد.

## اتهام و واکنش مجاهدین
در تیر ماه سال ۱۳۸۹ دادگاهی در عراق حکم بازداشت مسعود رجوی به همراه مریم رجوی و ۳۹ تن از اعضای سازمان مجاهدین خلق را به اتهام جنایت علیه بشریت با ادعای همکاری مسعود رجوی و سازمان مجاهدین خلق با صدام حسین در سرکوب شیعیان و مردم کردستان صادر کرد.
در واکنش به اتهام فوق، سازمان مجاهدین خلق ایران ضمن رد این اتهام اعلام کرد که این دادگاه عراقی تحت فشار دولت این کشور در نزدیکی با حکومت ایران چنین حکمی را صادر کرده است. خبرگزاری رویترز نیز از قول یکی از سخنگویان سازمان مجاهدین خلق «تصمیم دادگاه عراقی را سیاسی و آخرین هدیه دولت نوری المالکی به دولت ایران» توصیف کرد. به گزارش مجله تایم، مجاهدین خلق هرگونه کمک در سرکوب کردها و شیعیان را رد کرده است.

## پیام‌ها و دیدگاه‌ها
در سوم شهریور ۱۳۶۷، مسعود رجوی با ارسال تلگرامی به دبیرکل وقت سازمان ملل متحد، خاویر پرز دکوئیار، جهان را از وقوع یک قتل‌عام بزرگ در زندان‌های ایران مطلع کرد. وی، حکم دست‌نویس خمینی برای اعدام زندانیان سیاسی و موج دستگیری‌های سیاسی که شامل بیش از ۱۰ هزار نفر بود، را افشا کرد و نوشت: «اعدام‌های دسته‌جمعی زندانیان سیاسی آغاز شده است، در حالی که بسیاری از آنان دوران محکومیت‌شان را تمام کرده‌اند.»
در ۱۸ آذر ۱۴۰۳ مسعود رجوی به مناسبت سرنگونی بشار اسد طی پیامی «به مردم سوریه، به خلق‌های برادر منطقه، مردم و مقاومت ایران، به مجاهدین، ارتش آزادی ایران و کانون‌های شورشی» تبریک گفت و آن را «زمینه‌ساز سرنگونی محتوم فاشیسم دینی در ایران» دانست.

## وضعیت

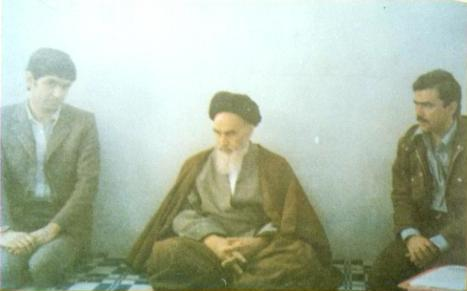
دیدار مسعود رجوی و موسی خیابانی با روح‌الله خمینی

اکونومیست در اوایل سال ۱۳۸۸ نوشت از زمان اشغال خاک عراق توسط نیروهای آمریکایی در سال ۱۳۸۱ اطلاع دقیقی از وضعیت مسعود رجوی در دسترس نیست.
از آن زمان اخباری از پیام‌های صوتی و کتبی منتسب به رجوی منتشر می‌شود. از جمله یک پیام صوتی مسعود رجوی در ۱۳ دی ۱۳۹۸ پس از انتشار خبر کشته‌شدن قاسم سلیمانی فرمانده نیروی قدس سپاه پاسداران، می‌گوید: «قاسم سلیمانی آن روی سکه ابوبکر بغدادی است». پیش از این نیز پیام‌های صوتی مربوط به عاشورای سال ۱۳۸۸ متشکل از ده پیام با صدای خود او در هر شب از شب‌های ماه محرم پخش شده بود. همچنین در تاریخ ۱۱ آبان سال ۱۳۹۳ پیامی با عنوان «عهد پرچم در لیبرتی و ابلاغیه چراغ خاموش»، با صدای او منتشر شد.

## آثار
- کتاب تبیین جهان (تبیین هستی و وجود) در ۱۶ جلد

این مجموعه کتاب حاصل آموزش و سخنرانی مسعود رجوی از ۲۳ آذر تا بهمن ۱۳۵۸ است که طی جلساتی به صورت هفتگی در دانشگاه صنعتی شریف برگزار می‌شد. در این کلاس‌ها بالغ بر ۱۰ هزار نفر شرکت می‌کردند.
- کتاب سخنرانی در مراسم یادبود دکتر مصدق؛ ۱۴ اسفند ۱۳۵۷[۱۴۰]
- چه باید کرد؟؛ سخنرانی مسعود رجوی در میتینگ امجدیه؛ ۲۲ خرداد ۱۳۵۹[۱۴۱][۱۴۲][۱۴۳][۱۴۴]